# Chiese di Bolzano
Questa voce include tutte le chiese cristiane situate entro i confini del comune di Bolzano, capoluogo dell'omonima provincia autonoma. 
Gli edifici sono elencati in liste suddivise per circoscrizione; includono oltre quaranta chiese consacrate (sebbene non tutte officiate regolarmente), a cui si aggiungono alcune cappelle e qualche edificio scomparso o in rovina. Gli edifici di culto appartengono quasi tutti alla confessione cattolica e fanno parte della diocesi di Bolzano-Bressanone, con l'eccezione della chiesa evangelica di Cristo, di confessione luterana.

## Circoscrizione Centro-Piani-Rencio
| Esterno                                   | Interno | Nome                                                                                 | Periodo storico                                       | Ubicazione                                                         | Informazioni |
| ----------------------------------------- | ------- | ------------------------------------------------------------------------------------ | ----------------------------------------------------- | ------------------------------------------------------------------ | --- |
|                                           |         | Chiesa di Sant'Antonio                                                               | XVII secolo                                           | Sant'Antonio, via Sant'Antonio 46°30′41.55″N 11°21′09.3″E          | Chiesa di pertinenza di Castel Klebenstein, a cui è stata aggiunta nel corso del Seicento. |
|                                           |         | Chiesa di Sant'Antonio di Padova, o chiesa dei Cappuccini                            | XVI-XVII secolo                                       | Bolzano, via dei Cappuccini, 1 46°29′48.12″N 11°21′09.62″E         | Fondata tra il 1599 e il 1603 come parte di un convento cappuccino, ampliata nel 1678-80. Chiusa tra il 1810 e il 1816, venne danneggiata dalle bombe durante il secondo conflitto mondiale, e quindi restaurata. |
|                                           |         | Chiesa di San Domenico, o di San Salvatore, o chiesa dei Domenicani                  | Fondata XIII secolo, edificio odierno XIV secolo      | Bolzano, piazza Domenicani 46°29′51.35″N 11°21′06.25″E             | Una chiesa venne fondata dai Domenicani entro il 1276, sostituita nel Trecento da quella attuale, rimaneggiata in stile gotico nel Quattrocento. Chiusa per le disposizioni giuseppine nel 1796, cominciò ad andare in rovina, e venne enormemente danneggiata dai bombardamenti durante la seconda guerra mondiale, tanto che poi si pensò di abbatterla totalmente. Nel 1960 venne invece restaurata e riaperta al culto. |
|                                           |         | Chiesa di San Francesco, o delle Stimmate di San Francesco, o chiesa dei Francescani | Fondata XIII secolo, edificio odierno XX secolo       | Bolzano, via dei Francescani 46°30′02.61″N 11°21′15.03″E           | Fondata tra il 1221 e il 1237 dai Francescani, inglobando una preesistente cappella intitolata a sant'Erardo o a sant'Ingenuino. La chiesa andò distrutta da un incendio nel 1291, venendo quindi riedificata in stile gotico a inizio Trecento: nel 1348 venne ultimato il coro, nel 1376 il campanile, nel 1386 la cappella di Sant'Anna, demolita nel 1680 per fare spazio ad altre tre. Temporaneamente chiusa e adibita a caserma tra il 1810 e il 1813, a metà Ottocento venne rifatta la facciata. La chiesa venne quasi distrutta da una bomba nel 1944 e fu necessario ricostruirla. |
|                                           |         | Chiesa dei Santi Gioacchino e Anna, o della Sacra Famiglia                           | XVIII secolo                                          | Campegno 46°29′13.07″N 11°23′00.81″E                               | Costruita nel 1775. |
|                                           |         | Chiesa di San Giorgio                                                                | Citata XIII secolo, edificio odierno XX secolo        | Costa 46°29′40.38″N 11°24′02.02″E                                  | Costruita nell'Ottocento sulle fondamenta di una chiesa ben più antica, documentata già nel 1223, venne praticamente rasa al suolo durante la seconda guerra mondiale; ciò che restava venne incorporato in una nuova struttura. |
|                                           |         | Chiesa di San Giorgio in Weggenstein, o chiesa dell'Ordine Teutonico                 | XV secolo                                             | Bolzano, via Weggenstein 46°30′08.91″N 11°21′24.08″E               | L'ordine teutonico, giunto a Bolzano nel 1202, prese dapprima possesso di una chiesa con ospedale dedicata a san Giovanni ai piedi del Virgolo; nel 1392 ottenne la proprietà della residenza Weggenstein in centro città, trasferendovisi nel 1400 e cominciando l'edificazione della chiesa dedicata a san Giorgio. Come le altre chiese di Bolzano, anche questa venne molto rovinata dai bombardamenti della seconda guerra mondiale. |
|                                           |         | Chiesa di San Giovanni in Villa                                                      | Citata XII secolo, edificio odierno XIV secolo        | Bolzano, vicolo San Giovanni 46°30′07.44″N 11°21′32.49″E           | Consacrata nel 1180, nel Trecento vennero aggiunti il campanile e la volta a botte, e nel Seicento la sagrestia; sempre nel corso del Trecento, a più riprese, l'interno venne affrescato. |
|                                           |         | Chiesa di San Giuseppe                                                               | XX secolo                                             | Piani di Bolzano, via Dolomiti 46°29′53.65″N 11°22′06.84″E         | Parrocchiale, costruita nel 1962 su progetto di Marcello Piacentini. |
|                                           |         | Chiesa di Santa Giustina                                                             | Fondata XII secolo, edificio odierno XX secolo        | Santa Giustina, via Santa Giustina 46°29′56.61″N 11°23′18.29″E     | Risalente probabilmente al XII secolo, è documentata a partire dal 1207, e nel Trecento venne dotata del campanile. Pressoché distrutta dalle bombe durante la seconda guerra mondiale, venne sostanzialmente ricostruita. |
|                                           |         | Chiesa di Sant'Isidoro                                                               | XVIII secolo                                          | Località Sant'Isidoro 46°28′50.74″N 11°23′18.19″E                  | Chiesa di pertinenza della vicina casa di villeggiatura, ora gestita da un'associazione terapeutica; l'edificio risale al 1740 circa. |
|                                           |         | Chiesa del beato Josef Mayr-Nusser, o chiesa Regina Angelorum                        | XX secolo                                             | Bolzano, piazza Silvius Magnago 46°29′50.71″N 11°21′31.14″E        | Costruita nel 1960 e dedicata alla Maria Regina degli Angeli; nel 2018 è stata rimaneggiata, trasformandola in un complesso che contiene non solo una chiesa, dedicata a Josef Mayr-Nusser, ma anche diversi altri spazi ad uso delle associazioni giovanili cattoliche. |
|                                           |         | Chiesa di San Lorenzo                                                                | Citata XI secolo, edificio odierno XIX secolo         | Rencio, via Rencio 46°29′54.3″N 11°22′36.56″E                      | Parrocchiale. Una prima chiesa è citata già nel 1080 e poi ancora nel 1180; venne sostituita da un edificio romanico nel Duecento, di cui restano coro e parte del campanile: quest'ultimo venne rialzato durante un ampliamento del 1723, poi l'aula venne riedificata nel 1823. |
|                                           |         | Chiesa di Santa Maddalena                                                            | Citata XIII secolo                                    | Santa Maddalena 46°30′06.53″N 11°22′20.14″E                        | Citata per la prima volta nel 1295; venne voltata a botte nel 1370 circa, nel 1500 venne rialzato il campanile, e nel 1627 vennero aperte alcune finestre in facciata e montato un nuovo portale, che è ora chiuso e occultato dall'altare maggiore. |
|                                           |         | Chiesa di Santa Maria Assunta                                                        | Fondata V-VI secolo, edificio odierno XIII-XIV secolo | Bolzano, piazza della Parrocchia 46°29′51.14″N 11°21′14.17″E       | Parrocchiale, duomo della città di Bolzano e concattedrale della diocesi di Bolzano-Bressanone. Un basilica paleocristiana, probabilmente intitolata a san Vigilio, sul posto sorse nel V-VI secolo, venendo riedificata intorno all'anno 800. Nel 1184 è documentata una chiesa romanica a due navate, sostituita a partire dal 1290 dalla struttura gotica attuale, completata nel Trecento e poi ulteriormente rimaneggiata nel Quattrocento. Tra il 1501 e il 1519 fu necessario ricostruire parzialmente il campanile, devastato da un incendio, e nel 1743-45 venne aggiunta la cappella laterale della Madonna delle Grazie. L'edificio venne gravemente danneggiato dai bombardamenti aerei della seconda guerra mondiale, e fedelmente restaurato. |
|                                           |         | Chiesa di San Martino a Campiglio                                                    | Citata XII secolo                                     | Località isolata a est di Campiglio 46°29′36.82″N 11°22′42.92″E    | Consacrata nel 1180, venne rifatta in forme gotiche, erigendo anche il campanile, nel 1303, e dotata di sagrestia nel 1610 circa. |
|                                           |         | Chiesa di San Pietro in Cornale (o in Carnol)                                        | Citata XII secolo                                     | San Pietrobr />via San Pietro 46°30′42.21″N 11°21′19.34″E          | Citata per la prima volta nel 1155 ma risalente forse addirittura all'epoca romana, venne dotata di campanile nel Duecento, e ingrandita nel Seicento con l'aggiunta tra l'altro di una cappella a nord e della sagrestia. Nel 1868 venne quindi rifatta la volta della navata. |
|                                           |         | Chiesa del Sacro Cuore                                                               | XIX secolo                                            | Bolzano, via della Roggia 46°30′03.15″N 11°21′03.8″E               | Costruita nel 1897-99 dai Sacramentini, fu l'unica chiesa di Bolzano a superare indenne la seconda guerra mondiale. |
|                                           |         | Chiesa del Santo Sepolcro, o del Calvario                                            | XVII secolo                                           | Virgolo, via del Virgolo 46°29′22.45″N 11°20′54.06″E               | Costruita nel 1683-84 su spinta di alcuni pellegrini di ritorno dalla Terrasanta, sostituendo una preesistente cappella. Chiusa nel 1786 per le disposizioni giuseppine e riaperta solo nel 1827, venne pesantemente colpita dai bombardamenti del 1944-45, e restaurata nel 1988. |
|                                           |         | Chiesa di San Vigilio al Virgolo                                                     | Fondata V-VI secolo, edificio odierno XIII secolo     | Virgolo, via del Virgolo 46°29′22.38″N 11°20′57.82″E               | Documentata per la prima volta nel 1275 come parte di castel Weinegg, è però sicuramente più antica: un sacello sorgeva sul posto già nel V-VI secolo, al cui posto sorse, a fine XII-inizio XIII secolo, la chiesa attuale. Sconsacrata e rialzata nel 1648 dopo la costruzione della vicina chiesa del Santo sepolcro, è stata restaurata nel 1992 (o 97). |
| Cappelle                                  |         |                                                                                      |                                                       |                                                                    | |
|                                           |         | Cappella dell'Addolorata, o della Mater Dolorosa                                     | XIX secolo                                            | Colle dei Contadini (o Colle di Villa) 46°28′34.37″N 11°22′10.86″E | Edificata nel 1880 per volontà del commerciante di legname Josef Baumgartner, è di pertinenza della casa padronale ora convertita in albergo. |
|                                           |         | Cappella di Sant'Anna                                                                | XVIII secolo                                          | Località Ebner 46°29′45.73″N 11°24′55.03″E                         | Cappella barocca, costruita nel 1794 per volontà del proprietario del maso Ebner. |
|                                           |         | Cappella del Beato Enrico (o Arrigo) da Bolzano                                      | XIX secolo                                            | San Pietro, via Beato Arrigo 46°30′29.03″N 11°21′15.36″E           | Cappella del maso Heinrichshof, attestata dal 1827 e ricostruita nel 1869. |
|                                           |         | Cappella di Sant'Isidoro, o dei Santi Isidoro e Notburga                             | XIX secolo                                            | Località Bagni di Sant'Isidoro 46°28′52.74″N 11°23′04.29″E         | Cappella di pertinenza dei bagni di Sant'Isidoro, costruita nel 1886 e dotata del campaniletto nel 1931. |
|                                           |         | Cappella di Santa Maria Assunta                                                      | XVIII secolo                                          | Colle dei Signori 46°28′36.45″N 11°22′50.88″E                      | Costruita nel 1744 a servizio delle case di villeggiatura signorili della zona. |
|                                           |         | Cappella della Risurrezione                                                          | XVII secolo                                           | Virgolo, via del Virgolo 46°29′23.74″N 11°20′53.94″E               | Cappella della via Crucis della chiesa del Santo Sepolcro, eretta assieme ad essa verso il 1684. |
| Chiese sconsacrate, in rovina o scomparse |         |                                                                                      |                                                       |                                                                    | |
|                                           |         | Cappella (o chiesa) di Sant'Andrea                                                   | XV secolo                                             | Bolzano, piazza del Grano 4 46°29′56.96″N 11°21′18.9″E             | Sicuramente esistente nel Quattrocento, venne sconsacrata nel 1785-86; quasi totalmente demolita, ne restano alcune tracce nell'edificio che sorge al suo posto. |
|                                           |         | Chiesa di San Nicolò                                                                 | Citata XII secolo                                     | Bolzano, piazza della Parrocchia 46°29′49.98″N 11°21′14.3″E        | Citata per la prima volta nel 1180 e rimaneggiata nei secoli successivi, venne totalmente distrutta da un bombardamento nel 1944. |
|                                           |         | Chiesa di Sant'Osvaldo                                                               | Citata XII secolo                                     | Bolzano, via Sant'Osvaldo 46°30′14.03″N 11°21′33.7″E               | Citata per la prima volta nel 1285, venne restaurata (o ricostruita) per una frana nel 1323, e un'altra consacrazione è documentata nel 1405. Venne distrutta dai bombardamenti del 1943. |
|                                           |         | Chiesa di San Paolo                                                                  | Citata XII secolo, edificio odierno XIV secolo        | Rencio 46°29′54.79″N 11°22′35.33″E                                 | Antica chiesa romanica, consacrata nel 1080. Rifatta nel Trecento, venne affrescata nel Quattrocento e rimaneggiata nel 1709. Venne sconsacrata e convertita in abitazione (canonica) nel 1786. |

## Circoscrizione Oltrisarco-Aslago
| Esterno  | Interno | Nome                                                    | Periodo storico                                   | Ubicazione                                                    | Informazioni |
| -------- | ------- | ------------------------------------------------------- | ------------------------------------------------- | ------------------------------------------------------------- | --- |
|          |         | Chiesa di Santa Geltrude                                | XX secolo                                         | Aslago, via Castel Flavon 46°29′09.7″N 11°21′02.13″E          | Parrocchiale, costruita nel 1974. |
|          |         | Chiesa di San Paolo                                     | XX secolo                                         | Aslago, piazzetta San Vigilio 46°28′58.25″N 11°20′51.97″E     | Edificata nel secondo dopoguerra. |
|          |         | Chiesa della Beata Vergine Maria del Santissimo Rosario | XX secolo                                         | Aslago, piazza Oltrisarco 46°28′52.75″N 11°20′29.74″E         | Parrocchiale, costruita nel 1937-38 e rinnovata nel 1956. |
| Cappelle |         |                                                         |                                                   |                                                               | |
|          |         | Cappella di Santa Gertrude (o Geltrude)                 | Citata XIII secolo, edificio odierno XVIII secolo | Aslago, via Castel Flavon 46°29′07″N 11°20′59″E               | Una prima cappella, citata nel 1275, sorse in prossimità di una sorgente ritenuta miracolosa, ma era frequentemente danneggiata da smottamenti e quindi, nel 1778, per volontà di un tal Johann von Zeno zu Tannhausen venne eretta la struttura attuale, situata in altro luogo. |
|          |         | Cappella della Madonna del Soccorso                     | XIX secolo                                        | San Giacomo, via Maso della Pieve 46°27′56.48″N 11°19′57.83″E | Cappella del cimitero militare di Bolzano, eretta nel 1897-98. |

## Circoscrizione Europa-Novacella
| Esterno | Interno | Nome                                               | Periodo storico | Ubicazione                                                     | Informazioni |
| ------- | ------- | -------------------------------------------------- | --------------- | -------------------------------------------------------------- | --- |
|         |         | Chiesa di Maria Heim                               | XVII secolo     | Bolzano, via di Novacella 46°29′32.54″N 11°20′16.68″E          | Chiesa dell'omonimo podere, già di proprietà dell'abbazia di Novacella e ora tenuta dalla cooperativa "Gemeinschaft Maria Heim"; la struttura consiste di tre cappelle collegate, erette tra il 1640 e il 1652 al posto di un precedente edificio di culto romanico. |
|         |         | Chiesa di Maria Regina Pacis                       | XX secolo       | Bolzano, via Dalmazia 46°29′31.67″N 11°20′12.73″E              | Parrocchiale, costruita nel 1958-60. |
|         |         | Chiesa della Sacra Famiglia                        | XX secolo       | Bolzano, via Napoli 46°29′33.01″N 11°20′35.63″E                | Parrocchiale. |
|         |         | Chiesa della Visitazione della Beata Vergine Maria | XX secolo       | Bolzano, piazza don Giuseppe Rauzi 46°29′31.81″N 11°19′50.09″E | Parrocchiale, costruita nel 1968. |

## Circoscrizione Don Bosco
| Esterno                                   | Interno | Nome                               | Periodo storico   | Ubicazione                                                       | Informazioni |
| ----------------------------------------- | ------- | ---------------------------------- | ----------------- | ---------------------------------------------------------------- | --- |
|                                           |         | Chiesa del Corpus Domini           | XX secolo         | Bolzano, via Gutenberg 46°29′28.09″N 11°19′15.46″E               | |
|                                           |         | Chiesa di San Giovanni Bosco       | XX secolo         | Bolzano, piazza San Giovanni Bosco 46°29′21.47″N 11°19′28.55″E   | Parrocchiale. Una prima cappella dedicata a don Bosco sorse nel 1940, e già dall'anno seguente partì la costruzione della chiesa odierna, terminata, a causa della seconda guerra mondiale, solo nel 1947.                                                                |
|                                           |         | Chiesa di Santa Maria in Augia     | XXI secolo        | Bolzano, piazza San Giovanni Bosco 9 46°29′17.37″N 11°19′31.52″E | Chiesa del centro parrocchiale edificato nel 2000. |
|                                           |         | Chiesa di San Pio X                | XX secolo         | Bolzano, via Resia 46°29′05.89″N 11°19′14.99″E                   | Parrocchiale, costruita tra il 1963 e il 1969 su progetto di Armando Ronca. |
|                                           |         | Chiesa di Madre Teresa di Calcutta | XXI secolo        | Bolzano, via Don Narciso Sordo 46°29′26.57″N 11°18′53.14″E       | Chiesa costruita, assieme a tutto il centro parrocchiale, tra il 2004 e il 2012. |
| Chiese sconsacrate, in rovina o scomparse |         |                                    |                   |                                                                  | |
|                                           |         | Chiesa di Santa Maria in Augia     | Citata XII secolo | Bolzano, via Alessandria 46°29′10.65″N 11°19′34.44″E             | Chiesa di una comunità agostiniana, documentata dal 1166. Flagellata più volte dalle alluvioni, venne rifatta in stile gotico entro il 1343, e definitivamente distrutta dall'ennesima inondazione nel 1406, dopodiché gli Agostiniani si trasferirono in centro a Gries. |

## Circoscrizione Gries-San Quirino
| Esterno                                   | Interno | Nome                                                                   | Periodo storico                                     | Ubicazione                                                 | Informazioni |
| ----------------------------------------- | ------- | ---------------------------------------------------------------------- | --------------------------------------------------- | ---------------------------------------------------------- | --- |
|                                           |         | Chiesa di Sant'Agostino                                                | XVIII secolo                                        | Gries, piazza Gries 46°30′11.99″N 11°20′05.32″E            | Parrocchiale. È la nuova chiesa dell'abbazia di Muri-Gries, edificata nel 1769-71 per sostituire la chiesa più antica (ancora esistente, ma sconsacrata). Il convento chiuse per le disposizioni giuseppine tra il 1781 e il 1790, e poi di nuovo nel 1807; nel frattempo, dal 1788 la chiesa era divenuta sede parrocchiale. Nel 1845 il complesso venne preso dai Benedettini, che avevano dovuto lasciare il proprio convento di Muri. |
|                                           |         | Chiesa evangelica di Cristo                                            | XX secolo                                           | Bolzano, via Col di Lana 46°30′17.58″N 11°20′32.32″E       | Fondata dalla comunità luterana nel 1905; colpita da una bomba durante la seconda guerra mondiale, prese fuoco e andò quasi completamente distrutta, dovendo essere ricostruita entro il 1952. |
|                                           |         | Chiesa di Cristo Re                                                    | XX secolo                                           | San Quirino, corso Italia 46°29′48.3″N 11°20′27.78″E       | Parrocchiale, eretta nel 1938-39 e dotata del campanile nel 1958-59. |
|                                           |         | Chiesa di San Giacomo                                                  | Citata XIII secolo                                  | Sand, via Rafenstein 46°31′09.36″N 11°21′05.32″E           | La prima citazione documentale della chiesa è del 1200 circa; a inizio Trecento venne aggiunto il campanile, a fine Trecento vennero rifatti l'abside e la volta della navata. |
|                                           |         | Chiesa di San Giorgio                                                  | Citata XII secolo                                   | San Giorgio, via San Genesio 46°30′59.54″N 11°20′41.78″E   | La prima citazione pervenutaci di questa chiesa è del 1165. Nel 1300 circa venne eretto il campanile, dotato di cuspide poligonale nel Cinquecento; nel corso del Quattrocento venne anche allungata la navata. |
|                                           |         | Chiesa di San Maurizio                                                 | Citata XIII secolo, edificio odierno XVIII secolo   | San Maurizio, via San Maurizio 46°30′03.33″N 11°18′27.59″E | Citata per la prima volta nel 1242, nel Trecento venne dotata del campanile, poi rimaneggiato nel 1656, mentre nel 1736 venne costruita la navata ottagonale. |
|                                           |         | Chiesa della Beata Vergine Maria, o chiesa di Nostra Signora di Gries  | Citata IX secolo, edificio odierno XV secolo        | Gries, via Cologna 46°30′17.4″N 11°19′57.31″E              | Documentata dall'inizio del IX secolo; una nuova chiesa venne eretta tra il 1319 e il 1360, dotata a inizio Quattrocento di una nuova abside e di sagrestia. Fu parzialmente ricostruita in stile gotico dopo un devastante incendio del 1452, e nel 1519 venne aggiunta la cappella di sant'Erasmo; cinquecentesca è anche la cuspide del campanile. È stata chiesa parrocchiale fino al 1788, quando ha ceduto il titolo alla vicina chiesa conventuale di sant'Agostino.                                                                    |
|                                           |         | Chiesa dei Tre Santi                                                   | XX secolo                                           | Gries, viale Duca d'Aosta 46°30′00.34″N 11°20′14.13″E      | Parrocchiale. Edificata a partire dal 1971, doveva essere dedicata a sant'Antonio di Padova, ma essendo questo già titolare di molte chiese nei paraggi, si optò infine per i santi Sisinnio, Martirio e Alessandro. |
|                                           |         | Chiesa della Beata Vergine del Monte Carmelo, o chiesa dei Carmelitani | XX secolo                                           | Bolzano, via Col di Lana 46°30′17.51″N 11°20′27.68″E       | Costruita nel 1954 come parte del nuovo convento dei Carmelitani. |
| Cappelle                                  |         |                                                                        |                                                     |                                                            | |
|                                           |         | Cappella di Sant'Osvaldo                                               | XIV secolo                                          | Bolzano, via San Genesio 46°30′40.14″N 11°20′48.16″E       | Cappella di pertinenza del medievale castel Troyenstein (di cui resta solo la Torre Druso), costruita nel Trecento (consacrazione 1323), ampliata nel 1592 e affrescata nel 1668. |
| Chiese sconsacrate, in rovina o scomparse |         |                                                                        |                                                     |                                                            | |
|                                           |         | Chiesa di Sant'Agostino                                                | Fondata XII-XIII secolo, edificio odierno XV secolo | Gries, piazza Gries 46°30′10.85″N 11°20′08.31″E            | In origine cappella romanica (fine XII-inizio XIII secolo) del forte dei conti del Tirolo (già dei Morit-Greifenstein); nel 1406 gli Agostiniani, abbandonata l'antica chiesa di Santa Maria in Augia, entrarono in possesso del maniero, convertendolo in abbazia con chiostro ed, entro il 1417, trasformando la cappella in chiesa conventuale e convertendo il mastio in campanile. Dopo la costruzione della nuova chiesa conventuale nel 1771, questa venne sconsacrata, ed è parte integrante della cantina vitivinicola del complesso. |
|                                           |         | Chiesa (o cappella) di San Quirino                                     | XII secolo                                          | San Quirino, viale Venezia 46°29′54.88″N 11°20′44.33″E     | Menzionata nel tardo XII secolo (1173/74) quale fondazione del convento di Tegernsee, ma forse di fondazione più antica, venne più volte colpita dalle inondazioni del Talvera, finendo ricoperta di detriti (la sala originaria si trova oggi ad oltre dieci metri di profondità). Nel 1610 venne così soppalcata, trasferendo la chiesa al piano superiore. Chiusa al culto per le disposizioni giuseppine nel 1786, venne adibita ad abitazione (casa Gugler) e rimaneggiata, e del luogo di culto non restano oggi che poche tracce.       |